# Équipe d'Irak des moins de 20 ans de football
Maillots
L'équipe d'Irak de football des moins de 20 ans ou U20 est une sélection des meilleurs jeunes footballeurs irakiens de moins de 20 ans constituée sous l'égide de la Fédération d'Irak de football. Elle est sacrée à cinq reprises championne d'Asie (1975, 1977, 1978, 1988, 2000).

## Palmarès
- Championnat d'Asie :
  - Vainqueur en 1975 (en), 1977 (en), 1978 (en),1988 (en) et 2000 (en)
  - Finaliste en 2012 (en) et 2023 (en)

- Coupe du monde :
  - 4e en 2013

- Championnat arabe de football des moins de 20 ans :
  - Coupe de Palestine des Nations pour la jeunesse (en)
  - Vainqueur 1983 (en)
  - Finaliste en 1989 (en)
  - Troisième en 1985 (en)

## Parcours en coupe du monde
| Coupe du monde U-20 | Coupe du monde U-20                          | Coupe du monde U-20                          | Coupe du monde U-20                          | Coupe du monde U-20                          | Coupe du monde U-20                          | Coupe du monde U-20                          | Coupe du monde U-20                          | Coupe du monde U-20                          |
| Année               | Résultats                                    | J                                            | G                                            | N                                            | P                                            | BP                                           | BC                                           |                                              |
| ------------------- | -------------------------------------------- | -------------------------------------------- | -------------------------------------------- | -------------------------------------------- | -------------------------------------------- | -------------------------------------------- | -------------------------------------------- | -------------------------------------------- |
| 1977                | 1er tour                                     | 3                                            | 1                                            | 0                                            | 2                                            | 6                                            | 8                                            |                                              |
| 1979                | Non qualifiée                                | Non qualifiée                                | Non qualifiée                                | Non qualifiée                                | Non qualifiée                                | Non qualifiée                                | Non qualifiée                                | Non qualifiée                                |
| 1981                | Non qualifiée                                | Non qualifiée                                | Non qualifiée                                | Non qualifiée                                | Non qualifiée                                | Non qualifiée                                | Non qualifiée                                | Non qualifiée                                |
| 1983                | Non qualifiée                                | Non qualifiée                                | Non qualifiée                                | Non qualifiée                                | Non qualifiée                                | Non qualifiée                                | Non qualifiée                                | Non qualifiée                                |
| 1985                | Non qualifiée                                | Non qualifiée                                | Non qualifiée                                | Non qualifiée                                | Non qualifiée                                | Non qualifiée                                | Non qualifiée                                | Non qualifiée                                |
| 1987                | Non qualifiée                                | Non qualifiée                                | Non qualifiée                                | Non qualifiée                                | Non qualifiée                                | Non qualifiée                                | Non qualifiée                                | Non qualifiée                                |
| 1989                | 1/4 de finale                                | 4                                            | 3                                            | 0                                            | 1                                            | 5                                            | 2                                            |                                              |
| 1991                | Non qualifiée                                | Non qualifiée                                | Non qualifiée                                | Non qualifiée                                | Non qualifiée                                | Non qualifiée                                | Non qualifiée                                | Non qualifiée                                |
| 1993                | Non qualifiée                                | Non qualifiée                                | Non qualifiée                                | Non qualifiée                                | Non qualifiée                                | Non qualifiée                                | Non qualifiée                                | Non qualifiée                                |
| 1995                | Non qualifiée                                | Non qualifiée                                | Non qualifiée                                | Non qualifiée                                | Non qualifiée                                | Non qualifiée                                | Non qualifiée                                | Non qualifiée                                |
| 1997                | Non qualifiée                                | Non qualifiée                                | Non qualifiée                                | Non qualifiée                                | Non qualifiée                                | Non qualifiée                                | Non qualifiée                                | Non qualifiée                                |
| 1999                | Non qualifiée                                | Non qualifiée                                | Non qualifiée                                | Non qualifiée                                | Non qualifiée                                | Non qualifiée                                | Non qualifiée                                | Non qualifiée                                |
| 2001                | 1er tour                                     | 3                                            | 1                                            | 0                                            | 2                                            | 5                                            | 9                                            |                                              |
| 2003                | Non qualifiée                                | Non qualifiée                                | Non qualifiée                                | Non qualifiée                                | Non qualifiée                                | Non qualifiée                                | Non qualifiée                                | Non qualifiée                                |
| 2005                | Non qualifiée                                | Non qualifiée                                | Non qualifiée                                | Non qualifiée                                | Non qualifiée                                | Non qualifiée                                | Non qualifiée                                | Non qualifiée                                |
| 2007                | Non qualifiée                                | Non qualifiée                                | Non qualifiée                                | Non qualifiée                                | Non qualifiée                                | Non qualifiée                                | Non qualifiée                                | Non qualifiée                                |
| 2009                | Non qualifiée                                | Non qualifiée                                | Non qualifiée                                | Non qualifiée                                | Non qualifiée                                | Non qualifiée                                | Non qualifiée                                | Non qualifiée                                |
| 2011                | Non qualifiée                                | Non qualifiée                                | Non qualifiée                                | Non qualifiée                                | Non qualifiée                                | Non qualifiée                                | Non qualifiée                                | Non qualifiée                                |
| 2013                | 4e                                           | 7                                            | 3                                            | 3                                            | 1                                            | 11                                           | 11                                           |                                              |
| 2015                | Non qualifiée                                | Non qualifiée                                | Non qualifiée                                | Non qualifiée                                | Non qualifiée                                | Non qualifiée                                | Non qualifiée                                | Non qualifiée                                |
| 2017                | Non qualifiée                                | Non qualifiée                                | Non qualifiée                                | Non qualifiée                                | Non qualifiée                                | Non qualifiée                                | Non qualifiée                                | Non qualifiée                                |
| 2019                | Non qualifiée                                | Non qualifiée                                | Non qualifiée                                | Non qualifiée                                | Non qualifiée                                | Non qualifiée                                | Non qualifiée                                | Non qualifiée                                |
| 2021                | Annulée en raison de la pandémie de Covid-19 | Annulée en raison de la pandémie de Covid-19 | Annulée en raison de la pandémie de Covid-19 | Annulée en raison de la pandémie de Covid-19 | Annulée en raison de la pandémie de Covid-19 | Annulée en raison de la pandémie de Covid-19 | Annulée en raison de la pandémie de Covid-19 | Annulée en raison de la pandémie de Covid-19 |
| 2023                | 1er tour                                     | 3                                            | 0                                            | 1                                            | 2                                            | 0                                            | 7                                            |                                              |
| 2025                | Non qualifiée                                |                                              |                                              |                                              |                                              |                                              |                                              |                                              |
| Total               | 5/24                                         | 20                                           | 8                                            | 4                                            | 8                                            | 27                                           | 37                                           |                                              |